# Ludomir Chronowski
Ludomir Krzysztof Chronowski (Krakkó, 1959. október 31. –) olimpiai ezüstérmes lengyel párbajtőrvívó.